# Matsuyama Kenichi
Matsuyama Kenichi (松山 研一 Matsuyama Ken'ichi, Tùng Sơn Nghiên Nhất) sinh ngày 5/3/1985 tại Aomori, Nhật Bản, là một diễn viên. Anh được biết đến qua các vai diễn "khác thường", nhiều nhất là qua vai L trong 2 phim Death Note và Death Note: The last name cũng như lồng tiếng cho nhân vật Jealous trong Death Note anime.

## Các vai diễn

### Phim điện ảnh
- Bright Future (2003)
- Guuzen nimo saiaku na shounen (2003)
- The Locker 2 (2004)
- Kamachi (2004)
- The Taste of Tea (2004)
- Linda Linda Linda (2005) trong vai Makihara
- Nana (2005) trong vai Shin (Shinichi Okazaki)
- Furyo shonen no yume (2005)
- Kasutamu-meido 10.30 (2005)
- Otoko-tachi no Yamato (2005) trong vai Katsumi Kamio (15 tuổi)
- Oyayubi sagashi (2006)
- Death Note (2006) trong vai L
- Death Note: The Last Name (2006) trong vai L
- The Blue Wolf: To the Ends of the Earth and Sea (2007) trong vai Juchi
- Ten Nights of Dream (2007)
- Shindo (2007)
- Dolphin Blue: Fuji, mou ichido sora e (2007)
- L: Change the World (2008)
- Kaiji The Ultimate Gambler (2009)
- Gantz (2011) trong vai Kato Masaru

### Phim truyền hình
- Gokusen (2002)
- Kids War 5 (2003)
- 1 Litre of Tears (2005)
- Tsubasa No Oreta Tenshitachi (2006)
- Sexy Voice and Robo (2007)
- Dokonjo Gaeru (2015)

### Lồng tiếng
- Death Note (anime, 2006): Gelus